# Abaeté (Minas Gerais)
Abaeté is een gemeente in de Braziliaanse deelstaat Minas Gerais. De gemeente telt 23.258 inwoners (schatting 2009).

## Aangrenzende gemeenten
De gemeente grenst aan Cedro do Abaeté, Martinho Campos, Morada Nova de Minas, Paineiras, Pompéu en Quartel Geral.